# Bischofferode
Bischofferode is een plaats en voormalige gemeente in het  Landkreis Eichsfeld in het noorden van Thüringen in Duitsland en maakt deel uit van de landgemeente Am Ohmberg. Er was een kaliwerk in Bischofferode tot 1993. De voorzitter van de ondernemingsraad was Gerhard Jüttemann, vroeger voor de PDS in het Duitse parlement. Voor de sluiting van de mijn was er een hongerstaking. Hauröden hoort bij Bischofferode.

## Bevolkingsontwikkeling
Ontwikkeling van het aantal inwoners (31 december):
| Jaar | Inwoners |
| ---- | -------- |
| 1933 | 1139     |
| 1939 | 1181     |
| 1946 | 1405     |
| 1950 | 1664     |
| 1956 | 1685     |
| 1961 | 1711     |

| Jaar | Inwoners |
| ---- | -------- |
| 1964 | 1910     |
| 1971 | 2600     |
| 1980 | 2810     |
| 1983 | 2779     |
| 1985 | 2830     |
| 1990 | 2770     |

| Jaar | Inwoners |
| ---- | -------- |
| 1992 | 2665     |
| 1993 | 2671     |
| 1994 | 2693     |
| 1995 | 2626     |
| 1996 | 2573     |
| 1997 | 2495     |

| Jaar | Inwoners |
| ---- | -------- |
| 1998 | 2312     |
| 1999 | 2263     |
| 2000 | 2168     |
| 2001 | 2206     |
| 2002 | 2182     |
| 2003 | 2133     |

| Jaar | Inwoners |
| ---- | -------- |
| 2004 | 2110     |
| 2005 | 2063     |
| 2006 | 1991     |
| 2007 | 1953     |
| 2008 | 1917     |
| 2009 |          |

Bron (vanaf 1994): Thüringer Landesamt für Statistik